# Парчевский, Фома
Фома (Томаш) Парчевский (пол. Tomasz Parczewski; 11 января 1880, Мстиславский уезд Могилевской губернии — июль 1932) — польский философ

 и деятель Февральской революции в России; гражданский губернатор Кронштадта в 1917 году.
Закончил философский факультет Петербургского университета, где защитил диссертацию в 1912 году; после этого преподавал русский язык в Кронштадтском лицее. С началом Первой мировой войны был мобилизован и направлен в Свеаборгскую крепость (под Гельсингфорсом) в звании подпрапорщика; однако в марте 1916 года по его просьбе переведён в Кронштадт, где совмещал военную службу со школьным преподаванием. При известии о Февральской революции в Петрограде, 1 марта 1917 года Парчевский, как и все офицеры, был арестован матросами, но уже 3 марта освобождён солдатами своей роты, а ещё через несколько дней избран в кронштадтский Совет матросских, солдатских и рабочих депутатов. 29 мая, в связи с возникшим конфликтом между Исполкомом Совета и комиссаром Временного Правительства, Парчевский, в качестве беспартийного и устраивавшего все стороны кандидата, был избран Советом «комиссаром Совета по гражданским делам Кронштадта», заняв таким образом должность гражданского губернатора острова и крепости — министерского ранга. Он был признан в этом качестве правительствами князя Львова и затем Керенского, но 8 августа сложил с себя полномочия в связи с вотумом недоверия, вынесенным ему Советом. В связи с голодом и преследованиями интеллигенции в Кронштадте, особенно усилившимися после Октябрьской социалистической революции, в июне 1919 года переехал в Петербург, где работал ассистентом в университете, также подрабатывая преподаванием в других городах — Витебске, затем также Астрахани (1921). В июле 1920 года, в связи с советско-польской войной, арестован ЧК как поляк и доставлен на Лубянку; освобождён с подписанием перемирия в октябре того же года. В августе 1921 года уехал в Польшу. Преподавал философию и историю в варшавских лицеях. Подготовил ценные материалы по истории Февральской революции в Кронштадте, изданные посмертно (Pamiętniki gubenatora Kronsztadu, wyd. Kasy im. Mianowskiego, Warszawa, 1935 и в 2006).

## Семья
Сын — Георгий Фомич Парчевский (18(31).05.1915 — 10.02.2001) — физик, кандидат физико-математических наук, доцент; исследователь дворянской культуры XIX века.